# Rinaldo I di Bar
Rinaldo I di Bar o di Mousson detto l'orbo; in francese Renaud Ier de Bar o Renaud le Borgne (1075 circa – Mar Mediterraneo, 1150 circa), fu conte di Bar e di Mousson dal 1103 fino alla sua morte.

## Origine
Secondo la  Chronica Albrici Monachi Trium Fontium  Rinaldo era il figlio maschio primogenito del Conte di Bar, di Mousson, di Montbéliard, Altkirch e Ferrette, Teodorico II e della moglie, Ermetrude di Borgogna, che, secondo il documento n° 3830 del Recueil des chartes de l'abbaye de Cluny (Paris), Tome V era la figlia femmina primogenita del conte di Borgogna e conte di Mâcon, Guglielmo I detto il Grande o l'Ardito; la madre di Ermetrude era Stefania di Borgogna (circa 1035 – dopo il 1088), di cui non si conoscono con esattezza gli ascendenti.
Ancora secondo la  Chronica Albrici Monachi Trium Fontium  Teodorico II di Bar era il figlio maschio primogenito del conte di Mousson di Montbéliard, Altkirch e Ferrette, Luigi di Montbelliard e della Contessa di Bar, Sofia, che, secondo il Chronicon Sancti Michælis, monasterii in pago Virdunensi era la figlia femmina primogenita dell'erede della Contea di Bar e Duca dell'Alta Lorena (Lotaringia), Federico II e di Matilde di Svevia (988–1031), che era figlia di Ermanno II, Duca di Svevia, e di Gerberga di Borgogna († 1018, come ci viene confermato dal  Wiponis, Vita Chuonradi II Imperatoris) ed era cognata del re di Germania di Corrado II, che aveva sposato sua sorella, Gisella di Svevia, come risulta ancora dal Chronicon Sancti Michælis, monasterii in pago Virdunensi.

## Biografia
Secondo L'obituaire de l'abbaye de Saint-Mansuy-lès-Toul, suo padre, Teodorico, morì il 1 gennaio 1103, dopo aver fatto testamento nel castello di Altkirch.
Rinaldo succedette al padre nelle Contee di  Bar, di Mousson, mentre il fratello, Teodorico ebbe la contea di Montbéliard e Federico Ferrette e Altkirch.
Nel 1105, dopo essere rimasta vedova, sua madre, Ermetrude, assieme a Rinaldo ed ai fratelli, Federico e Teodorico, fondò l'abbazia cluniacense di Froidefontaine, come attesta il documento n° 3830 del Recueil des chartes de l'abbaye de Cluny (Paris), Tome V.
Sua madre, Ermetrude morì dopo il 1106, in quanto, in quella data, secondo lo storico, Georges Poull, nel suo libro La Maison souveraine et ducale de Bar (1994) (non consultato), assieme a Rinaldo, controfirmò il documento n° 61 della Chronique Saint-Mihiel.
Ancora secondo Georges Poull, Rinaldo nella controversia tra l'Imperatore del Sacro Romano Impero, Enrico V di Franconia e papa Pasquale II, Rinaldo fu un sostenitore di Enrico V.
Nel 1112, Rinaldo ebbe una disputa, per la contea di Verdun, con il conte di Lussemburgo, Guglielmo I, che nello scontro ebbe la meglio, incendiando la città di Saint-Mihiel e portando la rovina nei dintorni e poi chiedendo l'intervento dell'imperatore Enrico V, Bar-le-Duc fu presa ed incendiata e Rinaldo dovette abbandonarla.
L'anno seguente, essendo l'imperatore a combattere in Belgio, Rinaldo stimò che poteva riprendere la guerra, e si rinchiuse nel castello di Bar-le-Duc, che fu assediato ed espugnato e Rinaldo fu catturato e fatto prigioniero.
Ancora secondo Georges Poull, Rinaldo riuscì a riavere Verdun, nel 1124, dopo aver fatto la pace.
Secondo il Laurentii Gesta Episcoporum Virdunensium, per controllare Verdun, Rinaldo aveva fatto costruire un dongione, nella parete alta della città; ma il vescovo, con gli abitanti della città riuscì a sconfiggere Rinaldo che rinunciò al possesso di Verdun.
Ancora secondo Georges Poull, Rinaldo in quel periodo rivendicò le proprietà che Goffredo di Buglione aveva venduto al vescovo di Verdun (con la clausola che avrebbe dovuto riaverle al suo ritorno dalla prima crociata), dichiarandosi erede di Goffredo, e, nel 1134, occupò il castello di Buglione, lasciandolo poi, nel 1141, dopo che il vescovo lo aveva assediato ed il figlio primogenito Ugo era morto;secondo la  Chronica Albrici Monachi Trium Fontium   morì pazzo (insaniam versus, mortus est).
Sempre secondo Georges Poull, Rinaldo partì per la seconda Crociata, nel 1147, e morì, mentre era in navigazione nel Mar Mediterraneo, durante il rientro in patria.
Gli succedette il figlio secondogenito, Rinaldo.

## Matrimoni e discendenza
Sempre secondo Georges Poull, Rinaldo si sposò una prima volta, prima del 1113, in quanto in quell'anno, la moglie, di cui non si conoscono né il nome né gli ascendenti, partorì un bambino durante l'assedio di Mousson:
- un figlio (1113 - † prima 1120).

Rinaldo poi aveva sposato, verso il 1120, Gisela di Vaudémont, figlia di Gerardo I, Conte di Vaudémont e della sua seconda moglie Heilwig von Egisheim, nipote di papa Leone IX.
Rinaldo da Gisella ebbe sette o otto figli:
- Ugo († 16 agosto 1141), morto all'assedio del castello di Buglione[17]
- Rinaldo († 25 Novembre 1170), Conte di Bar, di Mousson[9]
- Drogone, citato in un documento del 1179[10]
- Teodorico († 8 agosto 1171), arcidiacono a Verdun e vescovo di Metz[9]
- Agnese († dopo 1185), che sposò Alberto I di Chiny[18]
- Clemenza (1125 circa - † dopo 1183), che sposò prima Alberico I, Conte di Dammartin, poi Rinaldo II, Conte di Clermont[18], ed infine Tebaldo III di Crépy
- Matilde, che sposò Corrado I, Conte di Salm-Kyrbourg[18]
- Stefania († 12 marzo 1170), signora di Commercy, che sposò, Ugo III di Broyes[18]

## Ascendenza
|                         |                       |                                | Genitori                  |  |  | Nonni |  |  | Bisnonni              |  |  | Trisnonni           |  |
|                         |                       |                                |                           |  |  |       |  |  | Rickwin di Charpeigne |  |  | Ludovico di Mousson |  |
|                         |                       |                                |                           |  |  |       |  |  | Rickwin di Charpeigne |  |  | Ludovico di Mousson |  |
|                         |                       | Lutzelburg                     |                           |  |  |       |  |  | Rickwin di Charpeigne |  |  |                     |  |
| Luigi di Montbelliard   |                       |                                |                           |  |  |       |  |  | Rickwin di Charpeigne |  |  |                     |  |
|                         |                       | Matilde di Egisheim            | Ugo IV di Nordgau         |  |  |       |  |  |                       |  |  |                     |  |
|                         |                       | Matilde di Egisheim            | Ugo IV di Nordgau         |  |  |       |  |  |                       |  |  |                     |  |
|                         |                       | Matilde di Egisheim            | Edvige di Dabo            |  |  |       |  |  |                       |  |  |                     |  |
| Teodorico II di Bar     |                       | Matilde di Egisheim            |                           |  |  |       |  |  |                       |  |  |                     |  |
|                         |                       | Federico II di Lotaringia      | Teodorico I di Lotaringia |  |  |       |  |  |                       |  |  |                     |  |
|                         |                       | Federico II di Lotaringia      | Teodorico I di Lotaringia |  |  |       |  |  |                       |  |  |                     |  |
|                         |                       | Federico II di Lotaringia      | Richilde di Bliesgau      |  |  |       |  |  |                       |  |  |                     |  |
| Sofia di Bar            |                       | Federico II di Lotaringia      |                           |  |  |       |  |  |                       |  |  |                     |  |
|                         |                       | Matilde di Svevia              | Ermanno II di Svevia      |  |  |       |  |  |                       |  |  |                     |  |
|                         |                       | Matilde di Svevia              | Ermanno II di Svevia      |  |  |       |  |  |                       |  |  |                     |  |
|                         |                       | Matilde di Svevia              | Gerberga di Borgogna      |  |  |       |  |  |                       |  |  |                     |  |
| Rinaldo I di Bar        |                       | Matilde di Svevia              |                           |  |  |       |  |  |                       |  |  |                     |  |
|                         | Rinaldo I di Borgogna | Ottone I Guglielmo di Borgogna |                           |  |  |       |  |  |                       |  |  |                     |  |
|                         | Rinaldo I di Borgogna | Ottone I Guglielmo di Borgogna |                           |  |  |       |  |  |                       |  |  |                     |  |
|                         | Rinaldo I di Borgogna | Ermentrude di Roucy            |                           |  |  |       |  |  |                       |  |  |                     |  |
| Guglielmo I di Borgogna | Rinaldo I di Borgogna |                                |                           |  |  |       |  |  |                       |  |  |                     |  |
|                         |                       | Alice di Normandia             | Riccardo II di Normandia  |  |  |       |  |  |                       |  |  |                     |  |
|                         |                       | Alice di Normandia             | Riccardo II di Normandia  |  |  |       |  |  |                       |  |  |                     |  |
|                         |                       | Alice di Normandia             | Giuditta di Bretagna      |  |  |       |  |  |                       |  |  |                     |  |
| Ermentrude di Borgogna  |                       | Alice di Normandia             |                           |  |  |       |  |  |                       |  |  |                     |  |
|                         |                       | …                              | …                         |  |  |       |  |  |                       |  |  |                     |  |
|                         |                       | …                              | …                         |  |  |       |  |  |                       |  |  |                     |  |
|                         |                       | …                              | …                         |  |  |       |  |  |                       |  |  |                     |  |
| Stefania di Borgogna    |                       | …                              |                           |  |  |       |  |  |                       |  |  |                     |  |
|                         |                       | …                              | …                         |  |  |       |  |  |                       |  |  |                     |  |
|                         |                       | …                              | …                         |  |  |       |  |  |                       |  |  |                     |  |
|                         |                       | …                              | …                         |  |  |       |  |  |                       |  |  |                     |  |
|                         |                       | …                              |                           |  |  |       |  |  |                       |  |  |                     |  |

### Fonti primarie
- (LA)  Monumenta Germaniae Historica, Scriptores, tomus IV.
- (LA)  Monumenta Germaniae Historica, Scriptores, tomus X.
- (LA)  Monumenta Germaniae Historica, Scriptores,tom. XI.
- (LA)  Monumenta Germaniae Historica, Scriptores,tom. XX.
- (LA)  Monumenta Germaniae Historica, Scriptores, tomus XXIII.
- (LA)  Recueil des chartes de l'abbaye de Cluny (Paris), Tome V.
- (LA)  L'obituaire de l'abbaye de Saint-Mansuy-lès-Toul.

### Letteratura storiografica
- Z.N. Brooke, La Germania sotto Enrico IV e Enrico V, in «Storia del mondo medievale», vol. IV, 1999, pp. 422–4822